# 1438
Il 1438 (MCDXXXVIII in numeri romani) è un anno  del XV secolo.

## Eventi
- 1º gennaio – Alberto II d'Asburgo diventa re d'Ungheria. Il 18 marzo è eletto imperatore (non incoronato). In giugno re di Boemia.
- 2 febbraio – Forte terremoto nel Lazio.
- 7 luglio Carlo VII emana la Prammatica sanzione di Bourges.
- Settembre – L'assedio di Brescia da parte di Niccolò Piccinino è spezzato grazie all'intervento di Scaramuccia da Forlì.
- Concilio di Ferrara e Firenze convocato da Papa Eugenio IV unionista tra Chiesa cattolica e Chiesa ortodossa a Ferrara-Firenze. Termina 1439.
- Espansione incaica nelle Ande peruviane.

## Nati
- 5 febbraio - Margherita di Borbone-Clermont, duchessa († 1483)
- 12 febbraio - Adolfo di Egmond, nobile olandese († 1477)
- 23 marzo - Ludovico II di Saluzzo, marchese italiano († 1504)
- 8 giugno - Melozzo da Forlì, pittore e architetto italiano († 1494)
- 16 giugno - Francesco Valori, politico italiano († 1498)
- 20 luglio - Niccolò d'Este, nobile italiano († 1476)
- 5 agosto - Rao Bika, indiano († 1504)
- 8 ottobre - Bernardo Pulci, poeta italiano († 1488)
- 27 ottobre - Grazia da Cattaro, religioso italiano († 1508)
- 1º dicembre - Pietro II di Borbone, conte († 1503)
- Alberto VI di Meclemburgo, duca tedesco († 1483)
- Ashikaga Shigeuji, militare giapponese († 1497)
- Edmund Beaufort, IV duca di Somerset, militare inglese († 1471)
- Luigi di Borbone, vescovo cattolico francese († 1482)
- Husayn Bayqara, sultano persiano († 1506)
- Giacomino de' Canepacci, religioso italiano († 1508)
- Michele Alberto Carrara, medico e scrittore italiano († 1490)
- Sönam Choklang, monaco buddhista tibetano († 1505)
- Dawlatshah Samarqandi, storico persiano († 1491)
- Sebastiano Ferrero, nobile italiano († 1519)
- Radu III il Bello, sovrano rumeno († 1475)
- Ugolino di Vieri, poeta italiano († 1516)
- Pietro Vaglienti, mercante e scrittore italiano († 1514)
- Gonzalo di Villadiego, giurista e religioso spagnolo
- Anne Woodville, nobile inglese († 1489)

## Morti
- 21 febbraio - Qavam al-Din Shirazi, architetto persiano
- 24 aprile - Humphrey FitzAlan, XV conte di Arundel, nobile inglese (n. 1429)
- 14 maggio - Matilde di Savoia, nobile italiana
- 29 maggio - Federico de Luna, nobile
- 29 maggio - Giordano Orsini, cardinale e arcivescovo cattolico italiano
- 2 giugno - Riccardo di Dreux, nobile francese
- 25 giugno - Olaus Laurentii, religioso svedese
- 2 luglio - Ernesto di Baviera-Monaco, duca (n. 1373)
- 3 luglio - Guido I Aldobrandeschi, conte italiano (n. 1386)
- 13 agosto - Johannes Nider, religioso tedesco (n. 1380)
- 17 agosto - Angiolo Agostino Mazzinghi, religioso italiano (n. 1377)
- 19 agosto - Maria di Valois, principessa e badessa francese (n. 1393)
- 9 settembre - Edoardo del Portogallo, re (n. 1391)
- 10 settembre - Antonio Godi, notaio italiano
- 24 settembre - Giacomo II di Borbone-La Marche, sovrano francese (n. 1370)
- 9 ottobre - Caterina Colonna, nobile italiana
- 17 ottobre - Pietro di Trastámara, principe (n. 1406)
- 21 ottobre - Jacopo della Quercia, scultore italiano
- 28 ottobre - Pietro Loredan, militare e politico italiano (n. 1372)
- 14 novembre - Carlo II Malatesta, nobile e condottiero italiano
- Simone De Mari, nobile italiano (n. 1378)
- Leonardo Delfini, vescovo cattolico italiano
- Khedrup Je, monaco buddhista tibetano (n. 1385)
- Caterina Gonzaga di Novellara, nobile italiana
- Perrinet Gressart, militare e politico francese
- Jean de Cambrai, scultore francese
- Keo Phim Fa, sovrano laotiano (n. 1343)
- Kham Keut, sovrano laotiano
- Guido Memo, vescovo cattolico italiano
- Simone de' Prodenzani, poeta e letterato italiano (n. 1351)
- Stefano Quadrio, condottiero italiano (n. 1376)
- Aimone da Romagnano, vescovo cattolico italiano
- Marino de Tocco, vescovo cattolico italiano
- Lapo da Castiglionchio il Giovane, umanista e traduttore italiano (n. 1406)
- Battista da Vicenza, pittore italiano
- Pier Maria I de' Rossi, nobile italiano (n. 1374)

## Calendario
| Calendario 1438 | Calendario 1438 | Calendario 1438 | Calendario 1438 | Calendario 1438 | Calendario 1438 | Calendario 1438 | Calendario 1438 | Calendario 1438 | Calendario 1438 | Calendario 1438 | Calendario 1438 | Calendario 1438 | Calendario 1438 | Calendario 1438 | Calendario 1438 | Calendario 1438 | Calendario 1438 | Calendario 1438 | Calendario 1438 | Calendario 1438 | Calendario 1438 | Calendario 1438 | Calendario 1438 | Calendario 1438 | Calendario 1438 | Calendario 1438 | Calendario 1438 | Calendario 1438 | Calendario 1438 | Calendario 1438 | Calendario 1438 | Calendario 1438 |
| --------------- | --------------- | --------------- | --------------- | --------------- | --------------- | --------------- | --------------- | --------------- | --------------- | --------------- | --------------- | --------------- | --------------- | --------------- | --------------- | --------------- | --------------- | --------------- | --------------- | --------------- | --------------- | --------------- | --------------- | --------------- | --------------- | --------------- | --------------- | --------------- | --------------- | --------------- | --------------- | --------------- |
|                 | 1               | 2               | 3               | 4               | 5               | 6               | 7               | 8               | 9               | 10              | 11              | 12              | 13              | 14              | 15              | 16              | 17              | 18              | 19              | 20              | 21              | 22              | 23              | 24              | 25              | 26              | 27              | 28              | 29              | 30              | 31              |                 |
| Gennaio         | Me              | Gi              | Ve              | Sa              | Do              | Lu              | Ma              | Me              | Gi              | Ve              | Sa              | Do              | Lu              | Ma              | Me              | Gi              | Ve              | Sa              | Do              | Lu              | Ma              | Me              | Gi              | Ve              | Sa              | Do              | Lu              | Ma              | Me              | Gi              | Ve              |                 |
| Febbraio        | Sa              | Do              | Lu              | Ma              | Me              | Gi              | Ve              | Sa              | Do              | Lu              | Ma              | Me              | Gi              | Ve              | Sa              | Do              | Lu              | Ma              | Me              | Gi              | Ve              | Sa              | Do              | Lu              | Ma              | Me              | Gi              | Ve              |                 |                 |                 |                 |
| Marzo           | Sa              | Do              | Lu              | Ma              | Me              | Gi              | Ve              | Sa              | Do              | Lu              | Ma              | Me              | Gi              | Ve              | Sa              | Do              | Lu              | Ma              | Me              | Gi              | Ve              | Sa              | Do              | Lu              | Ma              | Me              | Gi              | Ve              | Sa              | Do              | Lu              |                 |
| Aprile          | Ma              | Me              | Gi              | Ve              | Sa              | Do              | Lu              | Ma              | Me              | Gi              | Ve              | Sa              | Do              | Lu              | Ma              | Me              | Gi              | Ve              | Sa              | Do              | Lu              | Ma              | Me              | Gi              | Ve              | Sa              | Do              | Lu              | Ma              | Me              |                 |                 |
| Maggio          | Gi              | Ve              | Sa              | Do              | Lu              | Ma              | Me              | Gi              | Ve              | Sa              | Do              | Lu              | Ma              | Me              | Gi              | Ve              | Sa              | Do              | Lu              | Ma              | Me              | Gi              | Ve              | Sa              | Do              | Lu              | Ma              | Me              | Gi              | Ve              | Sa              |                 |
| Giugno          | Do              | Lu              | Ma              | Me              | Gi              | Ve              | Sa              | Do              | Lu              | Ma              | Me              | Gi              | Ve              | Sa              | Do              | Lu              | Ma              | Me              | Gi              | Ve              | Sa              | Do              | Lu              | Ma              | Me              | Gi              | Ve              | Sa              | Do              | Lu              |                 |                 |
| Luglio          | Ma              | Me              | Gi              | Ve              | Sa              | Do              | Lu              | Ma              | Me              | Gi              | Ve              | Sa              | Do              | Lu              | Ma              | Me              | Gi              | Ve              | Sa              | Do              | Lu              | Ma              | Me              | Gi              | Ve              | Sa              | Do              | Lu              | Ma              | Me              | Gi              |                 |
| Agosto          | Ve              | Sa              | Do              | Lu              | Ma              | Me              | Gi              | Ve              | Sa              | Do              | Lu              | Ma              | Me              | Gi              | Ve              | Sa              | Do              | Lu              | Ma              | Me              | Gi              | Ve              | Sa              | Do              | Lu              | Ma              | Me              | Gi              | Ve              | Sa              | Do              |                 |
| Settembre       | Lu              | Ma              | Me              | Gi              | Ve              | Sa              | Do              | Lu              | Ma              | Me              | Gi              | Ve              | Sa              | Do              | Lu              | Ma              | Me              | Gi              | Ve              | Sa              | Do              | Lu              | Ma              | Me              | Gi              | Ve              | Sa              | Do              | Lu              | Ma              |                 |                 |
| Ottobre         | Me              | Gi              | Ve              | Sa              | Do              | Lu              | Ma              | Me              | Gi              | Ve              | Sa              | Do              | Lu              | Ma              | Me              | Gi              | Ve              | Sa              | Do              | Lu              | Ma              | Me              | Gi              | Ve              | Sa              | Do              | Lu              | Ma              | Me              | Gi              | Ve              |                 |
| Novembre        | Sa              | Do              | Lu              | Ma              | Me              | Gi              | Ve              | Sa              | Do              | Lu              | Ma              | Me              | Gi              | Ve              | Sa              | Do              | Lu              | Ma              | Me              | Gi              | Ve              | Sa              | Do              | Lu              | Ma              | Me              | Gi              | Ve              | Sa              | Do              |                 |                 |
| Dicembre        | Lu              | Ma              | Me              | Gi              | Ve              | Sa              | Do              | Lu              | Ma              | Me              | Gi              | Ve              | Sa              | Do              | Lu              | Ma              | Me              | Gi              | Ve              | Sa              | Do              | Lu              | Ma              | Me              | Gi              | Ve              | Sa              | Do              | Lu              | Ma              | Me              |                 |